# Gohouo-Zagna
Gohouo-Zagna est une ville située à l'ouest de la Côte d'Ivoire, et appartenant au département de Bangolo, dans la région des Montagnes. La localité de Gohouo-Zagna est un chef-lieu de commune et de sous-préfecture.